# 苏泽姆卡区
苏泽姆卡区（俄语：Суземский район）是俄罗斯联邦布良斯克州下辖的一个区，其行政中心为苏泽姆卡。据2016年统计，该区的人口为15612人。